# Institut géographique national (Belgique)
 (août 2025).
Pour les articles homonymes, voir Institut géographique national et IGN.
L'Institut géographique national (en abrégé IGN ; en néerlandais Nationaal Geografisch Instituut, NGI) est l'institution géographique belge de référence. C'est un organisme parastatal sous la tutelle du ministère de la Défense.
L'IGN, et avant lui ses prédécesseurs l'Institut cartographique militaire et l'Institut géographique militaire, occupent les locaux de l'ancien palais abbatial de l'abbaye de la Cambre à Bruxelles de 1871 à 2020. Le 25 mars 2020, l'IGN déménage au sein du Campus Renaissance situé au nord du parc du Cinquantenaire, site qu'il partage avec l'Ecole royale militaire (ERM).

## Mission et vision
L'Institut géographique national (IGN) est la référence pour les services et les informations géographiques en Belgique dans le cadre européen et international. Il est un prestataire de services publics, et vise dès lors à servir l'intérêt général et à contribuer au développement durable, dont l'information géographique est un élément important.

## Rôles et objectifs stratégiques
En tant qu'organisme public, l'IGN doit remplir les rôles suivants :
- Être le centre fédéral d’excellence métier et de production dans le domaine de l’information géographique
- Être le centre de référence fédéral de l’information géographique en Belgique
- Représenter activement la Belgique dans le domaine de l’information géographique aux niveaux européen et international
- Être, en tant que partenaire, le centre de compétence de l’information géographique pour la Défense
- Garantir la prise en compte des besoins et des priorités des utilisateurs
- Dynamiser le développement et la mise en œuvre de ses compétences.

## Historique
Pour les articles homonymes, voir IGM.

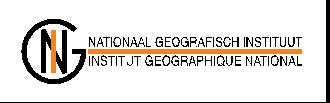
Logotype jusqu'en 2019

Bien que son nom actuel ne date que de 1976, les origines de l'institution remontent à l'année 1831, au lendemain de l'indépendance de la Belgique. Créée sous le nom de  Dépôt de la guerre et topographie (DLG), elle a pour mission de rassembler les documents existants, et d’établir la carte topographique officielle du territoire belge. Dans le but d’en faire une véritable institution scientifique et d’établir un réseau interdisciplinaire pour la réalisation de la future carte, une commission dans laquelle siège l’astronome Adolphe Quetelet, alors directeur de l’observatoire royal est instituée en 1846.
Les différents services publics et institutions ministérielles belges font appel au Dépôt pour la réalisation de leurs cartes spécifiques, ce qui incite en 1878 à augmenter ses moyens par la création de l’Institut cartographique militaire. Celui-ci bien que dépendant du ministre de la guerre, remplit de nombreuses missions civiles, dont la réalisation de cartes des réseaux routiers, de chemin de fer ou des voies navigables.
Rebaptisé en 1947 Institut géographique militaire (IGM), l’institution s'attèle au remplacement de nombreux repères géodésiques disparus à la suite des conflits, et à la couverture par photographies aérienne systématique de l’ensemble de la Belgique. Ses collaborateurs participent à des missions à l’étranger, dont plusieurs expéditions en Antarctique. Effectuant de plus en plus d’activités civiles, l’institut est rebaptisé de son nom actuel en 1976.

## Produits cartographiques
L'IGN publie les cartes topographiques de l'ensemble du territoire belge aux échelles suivantes : 1/10 000, 1/20 000, 1/50 000, 1/100 000 et 1/250 000. Il publie également de nombreuses cartes touristiques en collaboration avec des autorités locales et destinées aux randonneurs, cyclistes et cavaliers, etc. Il produit également des cartes thématiques destinées à des publics plus spécialisés : 
- carte administrative : le découpage administratif de la Belgique en 589 communes, 10 provinces et 3 régions : wallonne, flamande et Bruxelles-Capitale
- carte des voies navigables
- carte low-air : carte des obstacles pour la navigation aérienne
- carte routière de poche
- carte du relief de la Belgique
- carte de l'occupation du sol
- carte des camps et des autres lieux de détention nazis.

L'IGN possède par ailleurs une importante collection d'atlas et de cartes anciennes dans sa cartothèque, parmi lesquels la Carte de Flandre (Flandriae Descriptio, 1540) de Mercator, la Carte de cabinet des Pays-Bas autrichiens par Ferraris (1771-1778) ou encore la Carte topographique de la Belgique de Philippe Vandermaelen (1846-1856).